# Лучинск
Лучинск — село в Старожиловском районе Рязанской области, входит в состав Мелекшинского сельского поселения.

## География
Село расположено на берегу реки Прони в 4 км на юг от центра поселения деревни Мелекшино и в 32 км на юго-восток от райцентра рабочего посёлка Старожилово.

## История
Лучинск в качестве села упоминается в списке с правой грамоты 1403 года между вотчинами Рязанских владык. Селом же назван он и в писцовых Рязанского кн. письма и меры Ивана Львова и подъячего Ивана Русинова 1628 и 1629 годов, где сказано «Борисоглебская Антония архиепископа Рязанского и Муромского вотчина село Лучинск с деревнями и пустошами». Находившаяся в селе церковь по окладным книгам 1676 года именовалась Никольской. Из описи архиерейского дома и его вотчин за 1739 год видно, что в селе находился пчельник с 276 ульями и рыбной ловли. Деревянная Преображенская церковь с приделами Никольским и Петропавловским построена в 1722 году. В 1842 году пределы были разобраны и устроены в более обширных размерах помещиком Александром Петровичем Вельяминовым. 
В XIX — начале XX века село входило в состав Столпянской волости Пронского уезда Рязанской губернии. В 1906 году в селе было 118 дворов.
С 1929 года село входило в состав Аристовского сельсовета Старожиловского района Рязанского округа Московской области, с 1937 года — в составе Рязанской области, с 2005 года — в составе Столпянского сельского поселения.
В 1928 г. по постановлению президиума Рязгубисполкома в Предтеченской волости Рязанского уезда образовались новые населенные пункты. На берегу реки Пинхарь был образован поселок Пинхарь (не существует) из выселок села Лучинска Старожиловского района.

## Население
| 1859 | 1897  | 1906 | 2010 |
| ---- | ----- | ---- | ---- |
| 1501 | ↘1196 | ↘923 | ↘122 |